# Brachythecium kuroishicum
Brachythecium kuroishicum är en bladmossart som beskrevs av Bescherelle 1893. Brachythecium kuroishicum ingår i släktet gräsmossor, och familjen Brachytheciaceae. Inga underarter finns listade i Catalogue of Life.